# 房相一和
房相一和，是指天正5年（1577年）安房里見氏與相模北条氏之間締結的同盟。當時的稱呼為「相房御和睦」，「房相一和」則為後世通稱。
永祿12年（1569年）北条氏政與上杉謙信之間締結越相同盟，里見氏頓失上杉氏的支援而陷入苦境。與武田信玄的甲房同盟實質上的影響力也不大。更由於天正2年（1574年）6月，支配里見氏長達40年的里見義堯亡故，閏11月關東反北条勢力的下總關宿城陷落，里見氏面對北条方的軍事壓力愈顯龐大。
在這樣的狀況下，北条氏政並沒有放鬆對里見氏的攻勢，將酒井氏、土岐氏等國人眾納入勢力範圍，更南下侵入上總安房國境壓迫里見軍。後來雙方之間進行和議，由北条氏的松田憲秀與里見氏的正木賴忠（左近大夫）進行交涉，終於天正5年（1577年）7月左右和約成立。
合約的主要內容是里見氏與北条氏間領土協定的締結。範圍是當時關東地方的慣例，倣效以國郡作為領土單位，據以判明具體的内容。之後命令文書的適用範圍包括：小櫃川及一宮川作為兩國交界，兩河川流經的上總中央部包含真里谷、高瀧歸屬里見氏，池和田歸屬北条氏的勢力。里見氏的金谷城及北条氏的浦賀城等最前線據點，均予廢棄。北条氏政的女兒（龍壽院）嫁給義堯的庶長子（一说次子）里見義賴為妻。